# Prim Bertran i Roigé
Prim Bertran i Roigé (Bellcaire d'Urgell, 28 de desembre de 1948 - Barcelona, 29 de desembre de 2014) va ser un historiador i medievalista català. Professor titular del Departament d'Història Medieval, Paleografia i Diplomàtica de la Universitat de Barcelona d'ençà del 1983, era especialista de l'estudi de la pobresa i l'assistència als pobres, l'alimentació, els ordes religiosos, els ordes militars o la fiscalitat eclesiàstica durant l'edat mitjana.

## Biografia
Nascut a Bellcaire d'Urgell el 1948, entre el 1966 i el 1968 Bertran va estudiar a l'Escola Normal de Lleida. Posteriorment es va llicenciar en Filosofia i Lletres a la Universitat de Barcelona (UB), on es va especialitzar en història medieval. L'any 1976 es va doctorar a Bolonya, i des del 1983 va ser professor titular a la Facultat de Geografia i Història de la UB, fins a la seva mort el 2014.
Va ser deixeble i col·laborador de l'arqueòleg Manel Riu, i fins a la dècada de 1990 va participar en excavacions arqueològiques organitzades pel departament d'Història Medieval de la UB. A més, va participar en projectes internacionals sobre ceràmiques medievals i etnoarqueologia experimental (URA-3 de Lyon).
Bertran va morir el 29 de desembre de 2014 d'un atac de cor. El 20 de maig de 2015 es va celebrar, a l'Aula Magna de la Facultat de Geografia i Història, on havia estat professor, un acte d'homenatge a la seva memòria, amb la participació de companys i alumnes. Al llarg de la seva carrera va publicar desenes de llibres, a més de ser responsable de nombroses investigacions sobre l'edat mitjana.
El seu caràcter el feia molt proper als estudiants, amb qui tenia una molt bona relació. A més, anualment organitzava diverses sortides acadèmiques, entre les que destacava una visita a Roma, ciutat on havia viatjat molt per consultar els arxius. Normalment les seves classes eren plenes.

## Obres
A continuació segueix una selecció de les obres que va publicar:
- Noves aportacions sobre la repoblació de Verdú: en el centenari de la seva carta de franquesa (1184-1984). Institut d'Estudis Ilerdencs, 1984. ISBN 84-00-05783-X
- Torres de Segre: panoràmica històrica. Juntament amb Ismael Panadés i Marsellès i Marc Escolà i Pons. Torres de Segre : Ajuntament, 1983. ISBN 84-500-9103-9
- Bellcaire d'Urgell: perfil històric. Bellcaire d'Urgell (Barcelona) : P. Bertran, 1982. ISBN 84-300-7279-9
- El Santuari de Santa Maria de Salgar. Lleida : Instituto de Estudios Ilerdenses de la Excma. Diputación Provincial, etc., 1973. ISBN 84-00-03860-6